# Тефік Османі
Тефік Османі (алб. Tefik Osmani; нар. 8 червня 1985, Корча) — албанський футболіст, захисник клубу «Скендербеу».

## Клубна кар'єра
У дорослому футболі дебютував 2002 року виступами за «Скендербеу», в якому провів один сезон.
Згодом грав у складі «Томорі» та «Ельбасані».
Влітку 2005 року перейшов у запорізький «Металург», клуб заплатив за нього приблизно 450 000 євро. Османі був не єдиним албанцем в «Металурзі», разом з ним у той час грав Бледі Шкембі. У Вищій лізі дебютував 13 липня 2005 року в матчі проти київського «Динамо» (1:1). В липні 2006 року залишив клуб в статусі вільного агента Після цього по сезону виступав за «Ельбасані» та «Партизані».
Своєю грою за останню команду привернув увагу представників тренерського штабу клубу «Тирана», до складу якого приєднався вліту 2008 року. Відіграв за команду з Тирани наступні три сезони своєї ігрової кар'єри. Більшість часу, проведеного у складі «Тирани», був основним гравцем захисту команди.
Влітку 2011 року підписав контракт з «Теутою», але вже наступного року перейшов у клуб «Влазнія», де провів один сезон і повернувся у «Теуту».
З 2014 року виступає за «Скендербеу».

## Виступи за збірні
2003 року дебютував у складі юнацької збірної Албанії, взяв участь у 3 іграх на юнацькому рівні.
2004 року залучався до складу молодіжної збірної Албанії. На молодіжному рівні зіграв у 5 офіційних матчах.
9 лютого 2005 року дебютував в офіційних іграх у складі національної збірної Албанії в матчі-кваліфікації ЧС-2006 проти збірної України. Наразі провів у формі головної команди країни 12 матчів.

## Титули і досягнення
- Чемпіон Албанії (4):

«Скендербеу»: 2014–15, 2015-16, 2017-18
«Тирана»: 2019–20
- Володар Суперкубка Албанії (1):

«Скендербеу»: 2014
- Володар Кубка Албанії (2):

«Тирана»: 2010–11: «Скендербеу»: 2017-18